# باشگاه فوتبال مونته‌کارلو
باشگاه فوتبال مونته‌کارلو یک باشگاه فوتبال حرفه‌ای اهل ماکائو است که در حال حاضر در لیگ دسته اول رقابت می‌کند.

## افتخارات
- لیگ دسته اول ماکائو: ۵ قهرمانی
- جام حذفی ماکائو: ۱ قهرمانی